# Alejandro Llano Cifuentes
Alejandro Llano Cifuentes (Madri, 9 de junho de 1943) é um filósofo espanhol de orientação tomista e analítica.

## Biografia
Viveu sua infância em El Carmen, uma cidade asturiana situada a quatro quilômetros de Ribadesella. Irmão do filósofo Carlos Llano Cifuentes, e do bispo Rafael Llano Cifuentes. Para além de sua casa e o colégio, a pessoa que mais influência teve em sua formação inicial foi sua babá, Azucena Olivar. Em sua etapa escolar, Olivar lhe ensinou "O sentido profundo de nosso viver na Terra"..
Além de seus trabalhos sobre a filosofia no idealismo alemão, com menção especial a Imanuel Kant, estudou questões de ontologia e teoria do conhecimento em Aristóteles e Santo Tomás de Aquino, em diálogo com a filosofia analítica; Também se ocupou com problemas de filosofia política, teoria da cultura e deontologia.
Autor de um bom número de livros, escreveu mais de cem artigos e ministrou cerca de 150 conferência em universidades de todo mundo.

## Obras

### Livros e colaborações
- Fenómeno y trascendencia en Kant, Pamplona, Eunsa, 1973.
- Ética y Política en la sociedad democrática (em colaboração), Madri, Espasa-Calpe, 1981
- Ciencia y Cultura al servicio del hombre (ed.), Madrid, Colegio Mayor Zurbarán, 1982.
- Gnoseología, Pamplona, Eunsa, 1982 (3ª ed. 1991).
- Metafísica y Lenguaje, Pamplona, Eunsa, 1984.
- El futuro de la libertad, Pamplona, Eunsa, 1985.
- Deontología biológica (em colaboração), Pamplona, Facultad de Ciencias de la Universidad de Navarra, 1987.
- La nueva sensibilidad, Madri, Espasa-Calpe, 1988 (2ª ed. 1989).